# Ciîjove, Lebedîn
Ciîjove (în ucraineană Чижове) este un sat în comuna Cervlene din raionul Lebedîn, regiunea Sumî, Ucraina.

## Demografie
Componența lingvistică a localității Ciîjove
     Ucraineană (78,57%)
     Rusă (21,43%)
Conform recensământului din 2001, majoritatea populației localității Ciîjove era vorbitoare de ucraineană (78,57%), existând în minoritate și vorbitori de rusă (21,43%).